# La Vie sexuelle des Belges 1950-1978
Série La Vie sexuelle des Belges
Camping Cosmos
(1996)
Pour plus de détails, voir Fiche technique et Distribution.
La Vie sexuelle des Belges 1950-1978 est un film réalisé par Jan Bucquoy et produit par Francis De Smet, sorti en 1994. 
C'est un film qui parle de la jeunesse d'un écrivain qui quitte son village natal (Harelbeke) en Flandre profonde pour tenter sa chance dans la capitale de la Belgique, Bruxelles. Il sera déçu sur le plan sentimental autant que sur le plan professionnel. Dans ses moments de solitude, il pensera à sa mère qui le tenait si tendrement dans ses bras quand il était encore un bébé...
Il a remporté le prix André-Cavens du meilleur film belge de l'année 1994.

## Synopsis
Le film débute en relatant la vie de famille flamande. Il aborde ensuite l’enfance du protagoniste Jan dans une ville de province ainsi que son adolescence marquée par diverses expériences sexuelles. À l'école, il assiste aux déconvenues de son premier amour, surnommée "sale culotte". Sa tante Marta l'emmène voir le western Johnny Guitare (1954) avec Joan Crawford, qui devient pour lui l'incarnation de la femme idéale.
Le protagoniste ne se laisse ni séduire par le nationalisme flamand, ni par l'homosexualité, comme en témoigne une scène dans un camping à Dixmude, où il refuse les avances d’un camarade plus âgé, avec en arrière-plan la tour d'Yser. Sa première conquête amoureuse a lieu lors d'un bal de village où Will Tura interprète Ik ben zo eenzaam zonder jou ("Je me sens si seul sans toi").
Jan rencontre sa première épouse à l'Université libre de Bruxelles lors d'une distribution de tracts contre la guerre du Viêt Nam. Ils se promènent ensemble sur le brise-lames de Blankenberge. Leur mariage donne naissance à un enfant, mais le bonheur n'est pas au rendez-vous.
En parallèle, il entretient une liaison avec une femme qui lui enseigne les bases du marxisme tout en lisant Le Capital nue sur son canapé. Il tente ensuite sa chance à Bruxelles dans les années 1960, en pleine révolution sexuelle : divorce, rencontres multiples et fréquentation du café d’artistes Le Dolle Mol. Malgré cette effervescence, il ressent une solitude grandissante.
Le décès de sa mère marque un tournant. Sur fond de Requiem de Peter Benoit, un ange de la mort lui reproche son obsession pour le sexe et lui impose une pénitence. Elle lui rappelle que Mozart considérait la mort comme une libération, ce à quoi il répond qu'il doit d’abord achever son livre.
Le film se clôture par une image du protagoniste bébé dans les bras de sa mère, écho à la scène d’ouverture où elle descend un escalier avec lui dans les bras. Cette séquence fait référence aux théories de Jacques Lacan et à l’anecdote de Saint Augustin sur la jalousie du frère de lait. La bande-son accompagne cette scène avec la chanson Wherever You Are, You Will Always Be My Johnny Guitar, suivie de l'hymne de l'Union soviétique, annonçant la suite de l'hexalogie de La Vie sexuelle des Belges : Camping Cosmos.

## Fiche technique

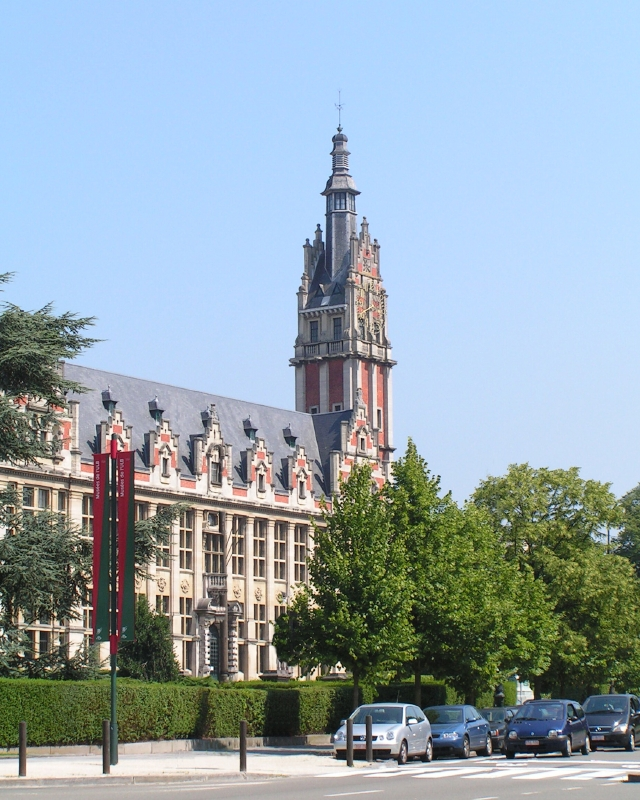
Entrée de l'U.L.B. : c'est là que le protagoniste diffusera des tracts contre la guerre du Viêt Nam et qu'il rencontrera sa fiancée.

- Titre : La Vie sexuelle des Belges 1950-1978
- Réalisation : Jan Bucquoy
- Photographie : Michel Baudour
- Costumes : Mariska Clerebaut, Sabina Kumeling
- Storyboard : Jean-Philippe Vidon
- Scénographie : Nathalie André et Nicole Lenoir
- Montage : Matyas Veress
- Musique : Francis De Smet, Marc Aryan, Gene Vincent, Will Tura, Peter Benoit, Les Dominos.
- Son : Gérard Rousseau et Jean-Grégoire Mekhitarian
- Production : Francis De Smet
- Société de production : Transatlantic Films Bruxelles
- Pays d'origine :  Belgique
- Langue : français
- Format : 1.85:1 - son stéréo - 35 mm
- Genre : Comédie romantique, film d'aventures
- Durée : 89 minutes
- Date de sortie : mai 1994, Bruxelles

## Distribution
- Jean-Henri Compère : Jan
- Noé Francq : Jan adolescent
- Isabelle Legros : La mère du petit Jan
- Jacques Druaux : Le père
- Sophie Schneider : Thérèse, sa première femme
- Sabrina Leurquin : Adjani
- Morgan Marinne : L'enfant
- Noël Godin : Pierre Mertens
- Jan Bucquoy : Le poète dada.
- Marlène Duelz : Marlène

## Commentaires

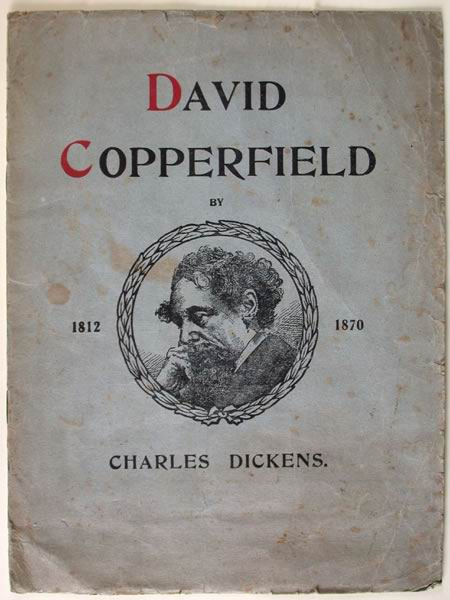
Le roman qui a influencé le scénariste.

- Ce film culte raconte avec une voix off tantôt ironique tantôt réaliste, les déboires d'un jeune écrivain qui s'approche de la vie d'une façon naïve. Un Pip dans Les Grandes Espérances de Charles Dickens ou un Julien dans Le Rouge et le Noir de Stendhal ? L'histoire se développe dans la perspective de la première personne et dans la progression d'un Bildungsroman comme David Copperfield[8]. Basé sur la bande dessinée écrite par Bucquoy et dessinée par Jean-Philippe Vidon: La vie de Jean-Pierre L'Heureux, Tout va bien [9],[10]. La voix-off donne un sentiment de stream of consciousness [11] et étale les états d'âme du protagoniste.
- Première partie de la trilogie La Vie sexuelle des Belges suivie par la deuxième partie : Camping Cosmos. La Vie sexuelle des Belges 1950-78 est un film qui marque une période d'après-guerre [12] où un optimisme chaleureux dominait la Belgique. Cet optimisme sera contrarié par la suite dans les films Camping Cosmos et Fermeture de l'usine Renault à Vilvoorde.
- La vie sexuelle est en fait une métonymie[13] de la vie sentimentale[14]. La chronique 1950-1978, qui est mentionnée dans le titre du film, parle surtout de l'enfance et de la vie d'un jeune homme qui fuit sa Flandre petit esprit pour commencer sa carrière dans la capitale belge. « des Belges » fait figure de style de taxinomie comme si « la vie sexuelle des Belges » serait différente des autres peuples. Il s'agit bien de « vie sexuelle » et non de sexualité tout court, le mot « vie » sous-entend un développement, une évolution. L'affiche du film représente les nouveaux mariés comme un couple classique des années cinquante en Belgique. Le mot « sexuel » cache les mots « politique », « art », « désir », « communication ».
- Ce premier film montre 28 ans de la vie d'un homme qui essaie de trouver la meilleure réponse à la seule question philosophique vraiment importante, comme l'auteur Albert Camus a écrit (en particulier dans Le Mythe de Sisyphe) : la vie vaut-elle la peine d'être vécue ?

## Comparaison avec d'autres films

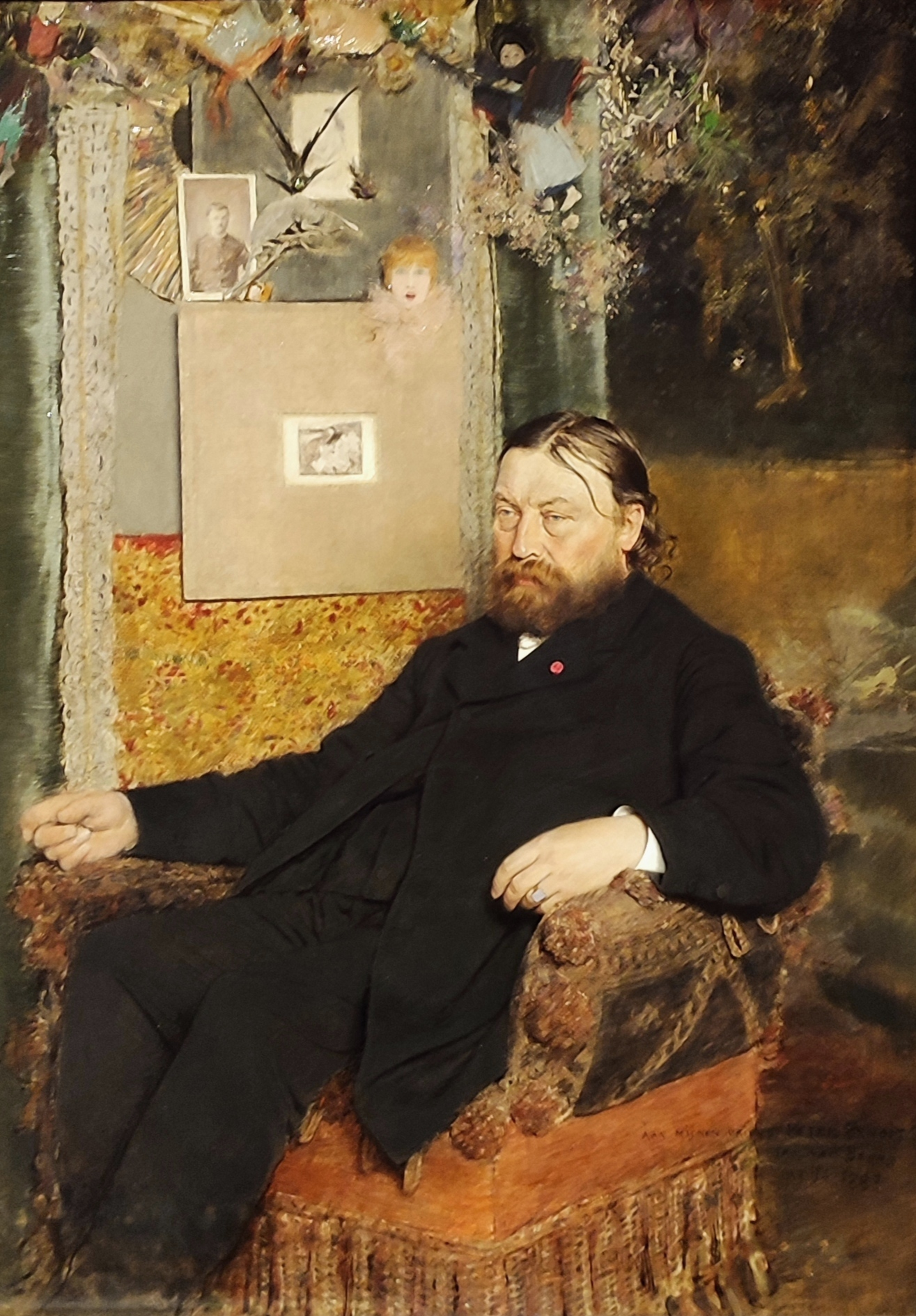
Portrait du compositeur Peter Benoit né à Harelbeke et compositeur du requiem qu'on entend à la mort de la mère du protagoniste.

- Avec des clins d'œil aux films de Godard : Masculin féminin (1966), par exemple dans la scène des deux amoureux au café : la femme qui mange une pomme (symbole d'Ève du paradis, malum en latin étant un homonyme pour pomme et pour le mal), et à La Chinoise (1967) avec la scène de la distribution de tracts à sa future femme à l'ULB. Le film fait penser à Huit et demi (Otto e mezzo ou 8½) (1963)[15] de Fellini par son introspection, sa fantaisie autodérisoire et ses images du passé et de la jeunesse ainsi qu'à Amarcord (1973) du même réalisateur.
- La référence au film Les Quatre Cents Coups [16] est évidente si on sait que Bucquoy a été moniteur de mineurs placés sous le contrôle de la justice[17]. La différence est que Truffaut a besoin de la série de cinq films du cycle Antoine Doinel pour en arriver au divorce, qui par contre chez Bucquoy, est au milieu de La vie sexuelle des Belges 1950-78. Il a donc le temps de développer le côté provocateur-anarchiste dans les films suivants: Camping Cosmos comme animateur culturel sur une plage belge à Westende et dans Fermeture de l'usine Renault à Vilvoorde. Peur du réalisateur, qui au moment de la sortie du film s'approchait de la cinquantaine, de ne pas aboutir son projet de la trilogie? Finalement le film fait penser à La Maman et la Putain par le jeu des couples et les dialogues subversifs[17].
- Comme dans Mon oncle d'Amérique La vie sexuelle des Belges se déroule en permanence sur trois niveaux : l'histoire racontée, les représentations mentales des protagonistes influencées par le cinéma et par leurs souvenirs propres, et des images d'expériences des protagonistes n'ayant pas de rapport évident sur le moment, mais qui deviennent éclairantes ou sont simplement absurdes.

## Accueil
Il reçoit le prix André-Cavens de l’Union de la critique de cinéma (UCC) en 1994. Le film fut bien accueilli par la critique et le public d'amateurs de cinéma d'auteur. Il est vendu dans seize pays entre autres le Royaume-Uni et dans le circuit d’art cinema de New York.

### Accueil critique
- "The cinematography is an unusual blend of the surreal and the mundane, infused with a quirky comic style which flitters between self-mockery and farce. Bucquoy's portrait of his own mother provides the film with its most enduring image, the possessive house-proud woman who casually quips when she notices her husband has died, "it isn't time", and repeatedly states when she finds a way to save money: "it's cheaper that way". If the film is an accurate reflection of the truth, Bucquoy must have had one Hell of an upbringing...". (James Travers 2002, voir lien externe).
- "Funny and poignant. This is the story of the first 28 years in the life of a Flemisch working class boy. A witty, charming and tender satire of sexual manners by the Belgian enfant terrible, Jan Bucquoy. Suggesting that his interest in sex began at his mothers breast, the film traces Jan's sexual development. Growing up in a small town with bickering parents, he feels suffocated despite the distractions provided by beautiful women. Escaping to Brussels in the 60's he comes to the peak of this sexual and political activity. His excessive indulgence in sex continues to distract him from the great exploits he dreams of...". (Trevor Johnston, Time Out).
- "Slice of pervy comedy". (Q magazine).
- "Includes one of the funniest sex scenes on celluloid". (Face).
- "Le film de Bucquoy, son premier et générique d'une trilogie, est une œuvre faussement fruste, en réalité très sophistiquée, qui sait être, sans la moindre honte, sans avoir l'air de... (comme chantait Brel) populo et intello à la fois.". (Luc Honorez dans Le Soir du 4 septembre 1997).
- "Les scènes clés de ce parcours initiatique s'enchaînent au rythme de la voix off de l'auteur dans un cadre peu mobile, théâtral. Le parti-pris de la mise en scène est d'ailleurs plus près des planches que des effets spéciaux. Mais le spectateur s'accommode de ces longs monologues face caméra, ces clins d'yeux à son regard et ces répétitions de séquences plantées dans des décors identiques pour scander le temps." (Richard Begault dans Première Belgique, mars 1994).
- "Une très belge histoire: Jan Bucquoy revient pour nous sur son épatante et touchante Vie sexuelle des Belges. Un film dans lequel le désir (amoureux, politique) s'exprime avec humour et justesse." (Louis Danvers dans Le Vif, Focus, no 30 du 26 juillet 2013).
- "De Belg seksueel doorgelicht. Bruggeling Francis De Smet komponist en producent voor "La vie sexuelle des Belges". Schrijver Herman Brusselmans is in elk geval in de zevende hemel met deze Frans-Vlaamse produktie want hij spreekt over één der vijf beste Belgische film die ooit werden uitgebracht." (Pierre Vandevoorde dans De Krant van West-Vlaanderen du 3 juin 1994).